# Zacatillo, un lugar en tu corazón
Zacatillo, un lugar en tu corazón é uma telenovela mexicana produzida por Lucero Suárez para a Televisa e exibida pelo Canal de Las Estrellas entre 1 de fevereiro e 30 de julho de 2010, substituindo Camaleones e sendo substituída por Teresa.
A trama é protagonizada por Ingrid Martz e Jorge Aravena, com atuações estelares de Patricia Navidad, Arath de la Torre, Mariana Karr, Alejandro Ibarra e Arleth Terán e antagonizada por Laura Zapata e Carmen Becerra.

## Enredo
A novela conta a trajetória da jovem cantora e atriz Karla Abreu, cuja carreira está estagnada. Desesperada para mudar de vida, ela decide ficar um tempo longe dos holofotes para se renovar. É quando sua empresária Miriam Solórzano, que sempre sugou seu dinheiro, tenta matá-la. A vilã ambiciona depois relançar os maiores hits de Karla e ganhar fortuna com um filme sobre a vida da “falecida”.
Karla sobrevive ao atentado, muda de identidade e se esconde na pequena cidade de Zacatillo. Lá, ela se apaixona por Gabriel Zárate. Mas tem seu paraíso ameaçado quando Miriam se muda para a cidade para rodar um filme sobre a vida de Karla.

## Elenco
| Ator                     | Personagem                                |
| ------------------------ | ----------------------------------------- |
| Ingrid Martz             | Karla Abreu Campos / Sara Villegas        |
| Jorge Aravena            | Gabriel Zárate Moreno                     |
| Laura Zapata             | Miriam Solórzano de Gálvez                |
| Carmen Becerra           | Adriana Pérez-Cotapo Echevarría           |
| Alejandro Ibarra         | Alejandro Sandoval                        |
| Patricia Navidad         | Zorayda Dumont de Zárate                  |
| Arath de la Torre        | Carretino Carretas / Gino Capuccino       |
| José Carlos Femat        | Alan Landeta                              |
| Mike Biaggio             | Fernando Gálvez                           |
| Arleth Terán             | Hortensia "Tencha" de Carretas            |
| Héctor Ortega            | Abundio Zárate                            |
| Mariana Karr             | Rosa Echevarría vda. de Pérez-Cotapo      |
| Maria Alicia Delgado     | Alicia "Lichita" López y López            |
| Beatriz Moreno           | Josefa "Pepita" López y López de Boturini |
| Daniela Torres           | Nora                                      |
| Gaby Mellado             | Guadalupe "Lupita" Treviño                |
| Isaura Espinoza          | Belarmina                                 |
| Raquel Morell            | Carmen                                    |
| Manuel Benítez           | Don Manuel                                |
| Liz Vega                 | Olga                                      |
| Yago Muñoz               | Elisandro "Eli" de Jesús Zárate Dumont    |
| Sheyla                   | Cleodomira "La Chata" Rivadeneira         |
| Bibelot Mansur           | Gudelia                                   |
| Christina Pastor         | Sara Villegas Campos                      |
| Emilia Carranza          | Martha Moreno vda. de Zárate              |
| Sharis Cid               | Paulina Torres                            |
| Polly                    | Chabela                                   |
| Mario Sauret             | Don Tomás                                 |
| Adalberto Parra          | Lorenzo Boturini                          |
| Adanely Núñez            | Engracia                                  |
| Rubén Cerda              | Padre Nemesio                             |
| Raquel Pankowsky         | Sonia                                     |
| Benjamín Rivero          | Gustavo Vélez                             |
| Alejandro Nones          | Julio                                     |
| Juan Peláez              | Augusto Cienfuegos                        |
| Begoña Narváez           | Marissa                                   |
| Jorge Ortín              | Portirio / Zeferino                       |
| Alicia Fhar              | Roxana                                    |
| Lorelí                   | Vanessa                                   |
| Priscila Avellaneda      | Marcela                                   |
| Susy-Lu Peña             | Natalia                                   |
| Daniela Zavala           | Paloma                                    |
| Jorge Gallegos           | Marlon                                    |
| Jesús Briones            | Braulio                                   |
| Thelma Dorantes          | Pancracia                                 |
| Alejandra Jurado         | Enriqueta                                 |
| René Mussi               | Camilo                                    |
| Lalo Zayas               | Mauro                                     |
| Ángeles Balvanera        | Cora                                      |
| Patricia Reyes Espíndola | Fredesvinda Carretas                      |
| Haydée Navarra           | Patricia Soria                            |
| Gloria Sierra            | Ximena                                    |
| Manuel "Flaco" Ibáñez    | Profundo Isimo                            |
| Beatriz Shantal          | Rebeca                                    |
| María Prado              | "La Bruja"                                |
| Agustín Arana            | Santiago                                  |

## Exibição
Foi reprisada pelo TLNovelas de 19 de agosto a 15 de novembro de 2019, substituindo Mi corazón es tuyo e sendo substituída por El premio mayor. Voltou a ser reprisada pelo canal entre 30 de agosto e 26 de novembro de 2021, substituindo Enamorándome de Ramón e sendo substituída por El bienamado.

## Audiência
Estreou com 18.1 pontos. Sua maior audiência é de 20.5 pontos, alcançada em 18 de fevereiro de 2010. Já sua menor audiência é de 11.7 pontos, alcançada em 2 de abril de 2010, uma Sexta-Feira Santa. Seu último capítulo alcançou 18.4 pontos. Teve média geral de 16.6 pontos.